# A. G. Thorpe Developments
A. G. Thorpe Developments war ein britischer Hersteller von Automobilen.

## Unternehmensgeschichte
Das Unternehmen aus Darley Abbey in der Grafschaft Derbyshire begann 1979 mit der Modifikation und 1983 mit der Produktion von Automobilen und Kits. Der Markenname lautete Shelsley. 1983 erfolgte der Umzug nach Burton-upon-Trent in Staffordshire. 1985 endete die Produktion.

## Fahrzeuge
Zwischen 1979 und 1985 bot das Unternehmen Umbausätze namens Custom Spridget her. Diese Umbausätze enthielten eine neue Front aus Fiberglas für Austin-Healey Sprite und MG Midget. Hiervon wurden 40 Exemplare verkauft.
Der Spyder war ein Komplettfahrzeug und auch als Bausatz erhältlich. Die Basis bildete wahlweise das Fahrgestell vom Triumph Herald oder Triumph Vitesse oder ein Leiterrahmen, der einen Motor von Ford oder Lotus Cars aufnahm. Die offene Karosserie im Stil der 1930er Jahre ähnelte den damaligen Sportwagen von Alfa Romeo. Insgesamt entstanden etwa fünf Exemplare.